# فارپی وینیولی
فارپی وینیولی (ایتالیایی: Farpi Vignoli; ۲۱ اوت ۱۹۰۷ – ۱ نوامبر ۱۹۹۷) مجسمه‌ساز اهل ایتالیا بود.
از افتخارات وی میتوان به کسب مدال طلا مجسمه‌سازی تندیس در بخش مسابقات هنری بازی‌های المپیک تابستانی ۱۹۳۶ اشاره کرد.